# Marcin Sendecki

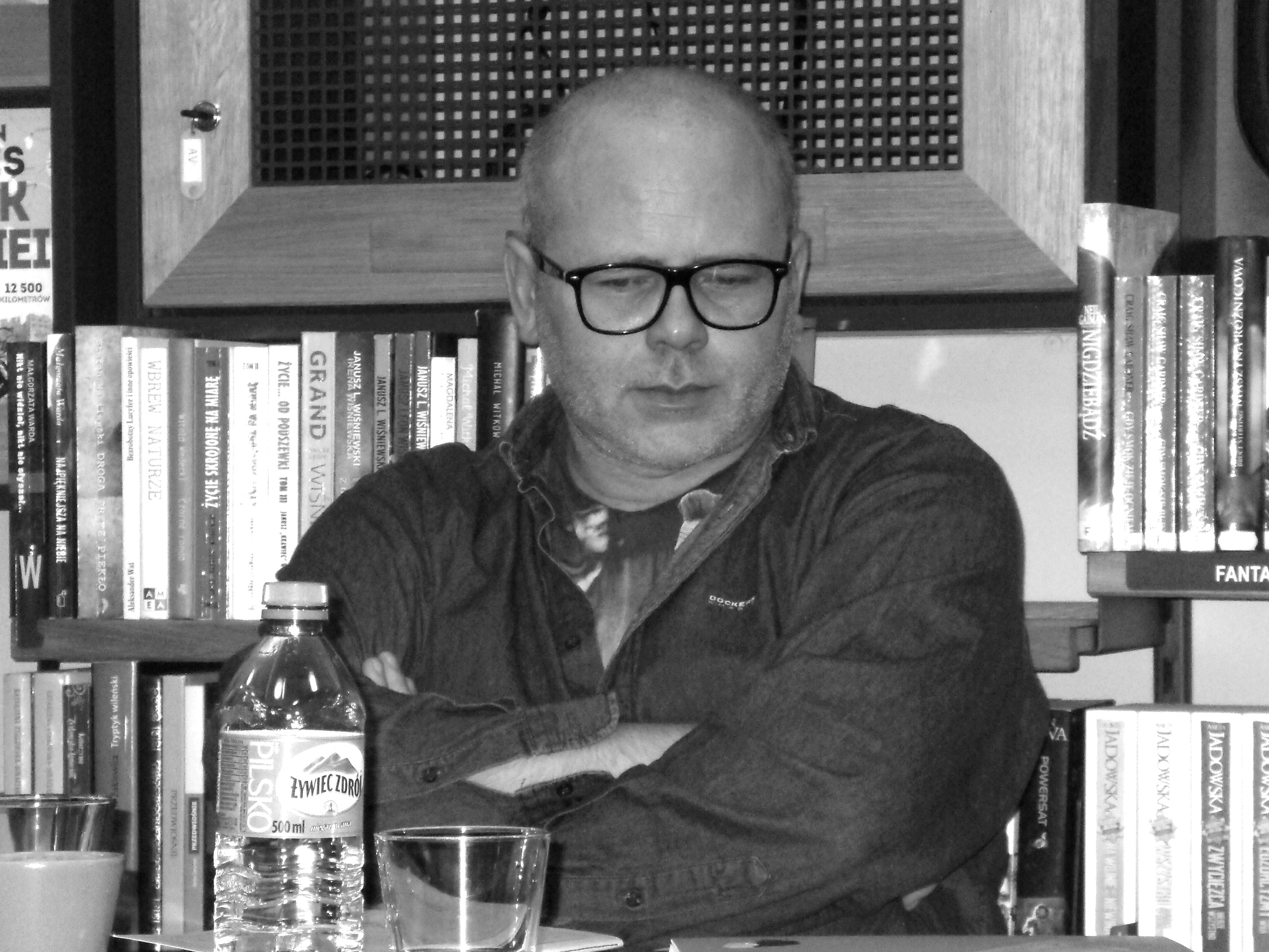
Marcin Sendecki

Marcin Sendecki (* 27. November 1967 in Gdańsk) ist ein polnischer Dichter, Publizist und Übersetzer.

## Leben
Sendecki wurde 1967 in Gdańsk geboren. 1968 zog seine Familie nach Tomaszów Lubelski, wo er ab 1982 das Gymnasium besuchte. Bereits als Gymnasiast debütierte er mit den Gedichten Bajka und Popłudnie, die im Tygodnik Zamojski veröffentlicht wurden.
1986 legte er das Abitur ab und studierte Medizin an der Medizinischen Akademie Warschau. 1987 schloss er sich der Krakauer Quartalsschrift brulion an, in der er bis 1994 Gedichte publizierte. Zu diesen Gedichten zählt das 1993 veröffentlichte Gedicht Wiersz wspólny (półfinałowy), das er zusammen mit Marcin Baran und Marcin Świetlicki verfasste und das als Manifest für den Dichterkreis um diese Zeitschrift gilt.
1990 brach er sein Medizinstudium ab und nahm ein Studium der Soziologie an der Universität Warschau auf. 1996 erhielt er den Magister und begann ein Promotionsstudium, das er 2002 ohne Doktortitel beendete. 
Von 2001 bis 2011 war er Redakteur der Wochenzeitschrift Przekrój, in der er von 2010 bis 2011 das Feuilleton unter dem Titel W tym tygodniu nie piszemy o … schrieb.
2003 war er Stipendiat des International Writing Program an der University of Iowa.
2011 wurde er Jurymitglied des Literaturpreises Wielki Kaliber. 2012 begann er, Rezensionen in der Zeitung Gazeta Wyborcza zu veröffentlichen und im Magazin Książki mitzuarbeiten.
Er lebt in Warschau.

## Werk
Sendecki wird zu den wichtigsten Vertretern seiner Generation gezählt.

## Bibliografie

### Lyrik
- Z wysokości. Werszez z lat 1985–90, 1992
- Książeczka do malowania, 1998
- Muzeum sztandarów ruchu ludowego, 1998
- Parcele, 1998
- Opis przyrody, 2002
- Szkoci dół, 2002
- Z wysokości; Parcele, 2006
- Trap, 2008 (nominiert für den Breslauer Lyrikpreis Silesius 2009)
- 22, 2009 (nominiert für den Breslauer Lyrikpreis Silesius 2010)
- Pół, 2010 (nominiert für den Breslauer Lyrikpreis Silesius 2011)
- Farsz, 2011 (nominiert für den Breslauer Lyrikpreis Silesius 2012 und den Literaturpreis Gdynia 2012)
- Błam 1985–2011, 2012
- Antologia, 2013
- Pamiątka celulozy. Wybiór wierszy, 2014
- Przedmiar robót, 2014 (Gewinner des Breslauer Lyrikpreises Silesius 2015)
- Lamenty, 2015
- W, 2016 (Gewinner des Wisława-Szymborska-Preises 2017)

### Kinderbücher
- Figle w fokarium. W fokach z Helu, 2015

### Übersetzungen
- Jak rozmowa zmienia twoje życie (englisch Conversation) von Theodore Zeldin, 2001
- Trzy poematy von James Schuyler, 2012